# Saint-Ambroix (Cher)
Saint-Ambroix é uma comuna francesa na região administrativa do Centro, no departamento Cher. Estende-se por uma área de 32,17 km². Em 2010 a comuna tinha 383 habitantes (densidade: 11,9 hab./km²).